# 蔡立志家族
蔡立志家族，是戰前時期的香港歐亞混血兒家族，香港望族之一。祖籍福建漳州府海澄縣，始興於1890年代，蔡立志跟隨叔父兼養父蔡紫薇由馬六甲來港經商致富。

## 家族特色
家族中之各種特色：
- 祖籍福建到馬六甲已有五代人經商
- 在港多年多次與香港歐亞混血兒家族聯姻，呈混血兒特色
- 以華人家族自居
- 與何啟東家族有四段姻親關係：
  - Choa Yen Winnie＝何世傑
  - 蔡寶耀＝何柏貞
  - 蔡永興＝何婉坤
  - 蔡永祺＝何懿君
- 與羅文錦家族有兩段姻親關係:
  - 蔡寶綿＝羅燕茹
  - 蔡文炳＝羅寶貞
- 與庇理羅士家族有一段姻親關係:
  - 蔡寶善＝李慧賢
- 與羅旭龢家族有一段姻親關係:
  - 蔡永善＝羅璇基

## 興起方法
家族中各人之興起歷程：
- 蔡紫薇的興起歷程：任職怡和洋行馬六甲分行，後到香港擔任中國製糖局買辧
- 蔡立志的興起歷程：接替叔父兼養父蔡紫薇擔任香港中國製糖局買辧
- 蔡永業的興起歷程：香港知名醫生，曾任衛生署署長，香港中文大學醫學院創院院長

## 家族成員
蔡立志家族的家族成員：
- Choa Su Chiong
  - Choa Ch'ong Keat
    - Choa Yeng Keng
      - Choa
        - Choa Sek Kim[2]＝Choa kin mei
          - 蔡立志（過繼蔡紫薇）

        - 蔡紫薇（Choa Chee Bee）
          - 蔡立志（Choa Leep Chee，過繼子，Choa Sek Kim子）＝Chun Quay Nen＝Li Hing Noo
            - 蔡寶善（Choa Po Sien）＝李慧賢（Li Wei In，Maria Felicie Belilios）
              - Choa Pauline
              - 蔡永興＝何婉坤[3]
                - 蔡顯芬＝Judy Evans
                - 蔡顯薇

              - 蔡永祺（Choa Leo Wing Ki）＝何懿君
              - 蔡永善（Choa George Wing Sien）＝羅璇基（Maisie Nora née Kotewall） 
                - 蔡偉達（Choa Brian Hormus George）
                - 蔡敏儀（Choa Carolyn Jane）＝安东尼·明格拉（Anthony Minghella）
                  - 麦克思·明格拉（Max Giorgio Choa Minghella）

                - 蔡敏志（Choa Gillian Ann）
                - 蔡敏德（Choa Sharon Andrea）

              - Choa Margaret Mary

            - 蔡寶綿（Choa Po Min）＝羅燕茹（羅淑芝，Laura）[3]
              - 蔡慧嫻
              - 蔡永禧
              - 蔡永超

            - 蔡寶耀（Choa Po Iu）＝何柏貞（Elsie，元配）、董氏（妾侍）
              - 蔡慧中（Agnes）
              - 蔡慧媛（Mollie）
              - 蔡慧真（Phyllis）
              - 蔡慧鴻（Leatrice）
              - 蔡慧箴（Daisy，董氏所出）
              - 蔡永業（Gerald，董氏所出）

            - Choa Yen（Winnie）＝何世傑[4][5][6]
            - 蔡文炳（Choa Mun Peng）＝羅寶貞[3]
              - 蔡永亨
              - 蔡慧廉

            - 蔡文照（Choa Mun Chew）
            - 蔡文燦（Choa Mun Chan）
            - 蔡文煥（Choa Mun Un）
            - 另有兩女[7]

## 註腳
1. ↑  .   [2015-04-02]. （原始内容存档于2015-04-02）.
2. ↑  .   [2015-04-02]. （原始内容存档于2015-04-02）.
3. 1 2 3  梁雄姬. . 香港: 三聯書店(香港)有限公司. 2013年3月.
4. ↑  Carl Smith Collection 的存檔，存档日期2015-09-24.
5. ↑  鄭宏泰、黃紹倫. . 香港: 中華書局(香港)有限公司. 2014年1月.
6. ↑  鄭宏泰、黃紹倫. . 香港: 三聯書店(香港)有限公司. 2007年7月.
7. ↑  .   [2015-04-02]. （原始内容存档于2015-04-02）.